# Lo spacciatore
Lo spacciatore (Light Sleeper) è un film del 1992 scritto e diretto da Paul Schrader. Il film è stato presentato in anteprima al Festival di Berlino 1991.

## Trama
John LeTour, ex tossicodipendente, si guadagna da vivere facendo le consegne di droga a Manhattan in un giro di clienti di lusso. Il suo capo è Ann, cinica trafficante che afferma di voler chiudere con il lavoro sporco e sogna di dedicarsi al commercio dei cosmetici. Con lei collabora il fidato Robert, che prepara il materiale e le dosi. Nel corso delle sue notti insonni, John scrive un diario attraverso cui apprendiamo che, nonostante i guadagni, cerca una via d'uscita da una vita di cui non è soddisfatto e consulta spesso una veggente per scoprire quale sarà il suo destino. Per una coincidenza, Johnny reincontra una ragazza con cui aveva avuto una relazione anni prima ma che era uscita dal giro. Marianne, questo il suo nome, viene trovata morta e sembra sia coinvolto un cliente importante di Ann. Johnny decide allora che è giunto il momento di farsi giustizia e di trovare una via "di redenzione" a suo modo.